# Tabaibal-Cardonal
El tabaibal-cardonal és una formació vegetal mixta pròpia de les zones baixes i costaneres de les Canàries que pot arribar fins als 700 msnm d'altitud, en funció de la topografia i orientació. Aquesta vegetació és de les més típiques i exòtiques de les illes i és tan representativa que algunes de les plantes que la integren són reconegudes com a símbol regional: Euphorbia canariensis, dragos i Senecio kleinia.
Formacions anàlogues es donen en la veïna costa marroquina, com per exemple en l'àrea del Parc Nacional de Souss-Massa o en la zona de Sidi Ifni.
La característica fonamental de les espècies que formen aquesta comunitat és la seva adaptació a les condicions ambientals de baixa humitat i altes temperatures. Un dels recursos més eficaços per lluitar contra aquestes condicions és la suculència (engrossiment de fulles i tallo per a contenir aigua i sucs essencials); sol estar present en moltes de les espècies que la componen juntament amb altres caràcters com la disminució o desaparició de fulles, els recobriments ceris, l'engrossiment de l'epidermis i en algun cas, també l'espinescència.
Les plantes més característiques del tabaibal-cardonal són l'Euphorbia canariensis de la família de les Euphorbiaceae, una planta crassa d'aspecte cactiforme (semblant a un cactus) i forma de canelobre que pot arribar fins als dos metres d'altura, i Euphorbia balsamifera, Euphorbia atropurpurea, Euphorbia regis-jubae. Al costat d'elles figuren una espècie de la família de les Asteraceae, Senecio kleinia, i un festeig de plantes que en menor o major mesura s'han adaptat a les condicions xèriques o salines, entre les quals podem citar a Placama pendula, Ceropegia fusca i Ceropegia dichotoma i algunes espècies d'Aeonium.